# Molophilus (Molophilus) erebus
Molophilus (Molophilus) erebus is een tweevleugelige uit de familie steltmuggen (Limoniidae). De soort komt voor in het Australaziatisch gebied.